# 小魔星
《小魔星》（英語：Arachnophobia）是一部1990年的美国恐怖喜劇電影，法蘭克·馬歇爾导演的处女作，剧本由唐·贾科比（Don Jakoby）和韦斯利·斯特里克（Wesley Strick）编写。影片由傑夫·丹尼爾和約翰·古德曼主演，讲述了加利福尼亚州一个小镇被一种致命蜘蛛入侵，居民与其斗争以避免生态危机的故事。
这部电影是華特迪士尼影業集團子公司好莱坞影片制作的首部作品。《小魔星》于1990年7月18日在美国上映。影片获得了积极的评论，以2200万美元的预算获得了5321万美元的票房收入。

## 剧情
在委內瑞拉的一座山中，英国昆虫学家詹姆斯·阿瑟顿捕获了一种具有攻击性的、新发现的史前蜘蛛。这些蜘蛛没有生殖器，表明牠们专门负责劳动或作战，因此以类似蜂群的形式存在（这在蜘蛛中并不常见）。同种的一只能生育的雄性蜘蛛咬伤了患病卧床的美国自然摄影师杰里·曼利。曼利因蜘蛛毒液引发严重癲癇發作而死亡。科学家将曼利的尸体运回了他的家乡——加州卡奈马，未意识到那只蜘蛛已经爬进了棺材。
曼利干瘪的尸体被运到殡葬师欧文·肯德尔的停尸房。蜘蛛从棺材中逃出，被一只乌鸦叼起后咬伤乌鸦。乌鸦随后死在罗斯·詹宁斯的谷仓外。罗斯是一名家庭医生，他从旧金山搬到此地，接手即将退休的镇上医生的工作。他和儿子都有蜘蛛恐惧症。
由于年长的镇医萨姆·梅特卡夫对退休犹豫不决，罗斯的病人很少。委内瑞拉蜘蛛与詹宁斯谷仓中的一只家隅蛛交配，后者生下了数百只不育的后代，都继承了父蛛致命的咬合力。吃完母蛛后，这些蜘蛛离开了巢穴。
罗斯的第一位病人玛格丽特·霍林斯被新种蜘蛛咬伤后死亡，罗斯怀疑死因不是梅特卡夫诊断的心脏病发作。就在罗斯为高中橄榄球队进行常规检查后不久，另一只蜘蛛杀死了队员托德·米勒，于是他得到了“死神医生”的绰号。下一位受害者是梅特卡夫本人，他被咬后在妻子面前去世。
梅特卡夫死后，罗斯成为了卡奈马的镇医。他得知梅特卡夫被蜘蛛咬伤，体内检测到一种未知毒素的微量成分，开始怀疑镇上可能被致命的蜘蛛入侵。
罗斯联系了阿瑟顿，请他协助调查。持懷疑態度的这位昆虫学家派助手克里斯·柯林斯前往协助。罗斯与县死因裁判官米尔特·布里格斯下令挖出玛格丽特和米勒的尸体。他们进行尸检后，克里斯确认了罗斯的怀疑，并识别出咬痕。第二天，罗斯和克里斯在梅特卡夫的房子里捕获了两只蜘蛛（一只自然死亡）。克里斯提到阿瑟顿发现的新物种后，罗斯意识到镇上的杀人蜘蛛与阿瑟顿的发现有关。
阿瑟顿加入罗斯、克里斯、米尔特、治安官劳埃德·帕森斯和灭虫员德尔伯特·麦克林托克的队伍，在卡奈马展开调查。他们发现蜘蛛的寿命因杂交而缩短。阿瑟顿告诉他们，这些蜘蛛是“士兵”，目的是为领导群落的雄性蜘蛛“将军”清除潜在威胁。他进一步发现，将军产生了一只蛛后，与之近亲繁殖产下第二个巢穴（由蛛后守护）。这个巢穴可能会产生有生育能力的后代，从而引发物种演化的下一阶段并扩散至全球。
罗斯、克里斯和德尔伯特发现有一个巢穴在罗斯的谷仓中。摧毁巢穴后，德尔伯特发现阿瑟顿已经死亡。他是试图捕捉将军，并故意触碰蜘蛛网引出蜘蛛，但被咬伤致死的。克里斯将詹宁斯一家带出被蜘蛛侵占的房子，而罗斯却掉进酒窖，发现那里是蜘蛛的第二个巢穴，由蛛后和将军守卫。
罗斯电死了蛛后后，与将军激战，同时试图焚烧第二个卵囊。他专注于阻止牠们的扩散，克服了对蜘蛛的恐惧。在将军准备咬他时，罗斯保持静止，等牠靠近后将其掷入火中。将军虽然被严重烧伤，但是仍然从火中跳出并冲向孵化中的卵囊。罗斯用射钉枪将燃烧的蜘蛛射入卵囊中，摧毁了巢穴。德尔伯特救出罗斯，随着将军、蛛后和巢穴的毁灭，以及士兵们的死亡，蜘蛛的威胁结束了。最终，詹宁斯一家决定返回旧金山。庆祝平安归来的同时，一场地震发生了，他们觉得地震比蜘蛛更好接受。

## 演员
- 傑夫·丹尼爾 饰 罗斯·詹宁斯医生
- 哈雷·简·科扎克（英语：Harley Jane Kozak） 饰 莫莉·詹宁斯
- 約翰·古德曼 饰 德尔伯特·麦克林托克
- 朱利安·山德斯 饰 詹姆斯·阿瑟顿博士
- 布莱恩·麦克纳马拉（英语：Brian McNamara） 饰 克里斯·柯林斯
- 詹姆斯·汉迪（英语：James Handy） 饰 米尔特·布里格斯
- 彼得·杰森（英语：Peter Jason） 饰 亨利·比奇伍德
- 亨利·琼斯（英语：Henry Jones (actor)） 饰 萨姆·梅特卡夫医生
- 弗朗西斯·贝（英语：Frances Bay） 饰 埃夫琳·梅特卡夫
- 马克·L·泰勒（英语：Mark L. Taylor） 饰 杰里·曼利
- 罗伊·布鲁克史密斯（英语：Roy Brocksmith） 饰 欧文·肯德尔
- 凯西·金尼（英语：Kathy Kinney） 饰 布莱尔·肯德尔
- 斯图尔特·潘金（英语：Stuart Pankin） 饰 劳埃德·帕森斯治安官
- 玛丽·卡弗（英语：Mary Carver） 饰 玛格丽特·霍林斯